# L'odore della notte
L'odore della notte (literal, El aroma de la noche) es una película de drama criminal italiana de 1998 dirigida por Claudio Caligari. Se basa libremente en la novela titulada Le notti di arancia meccanica (literal, Las noches de la naranja mecánica) del escritor Dido Sacchettoni. El título de la novela alude a la conocida película de Stanley Kubrick La naranja mecánica, de 1971.
La cinta se estrenó en el Festival Internacional de Cine de Venecia de 1998,  y fue nominada a tres premios Nastro d'argento. 

## Reparto
- Valerio Mastandrea : Remo Guerra
- Marco Giallini : Maurizio Leggeri
- Giorgio Tirabassi : Roberto Salvo
- Alessia Fugardi : Rita
- Franca Scagnetti :
- Little Tony :